# Neomochtherus albicans
Neomochtherus albicans är en tvåvingeart som först beskrevs av Friedrich Hermann Loew 1849.  Neomochtherus albicans ingår i släktet Neomochtherus och familjen rovflugor. Inga underarter finns listade i Catalogue of Life.